# Lekkoatletyka na Letnich Igrzyskach Olimpijskich 1920 – rzut dyskiem mężczyzn
Rzut dyskiem mężczyzn był jedną z konkurencji lekkoatletycznych na Letnich Igrzyskach Olimpijskich 1920. Zawody odbyły się w dniach 21-22 sierpnia. W zawodach uczestniczyło 16 zawodników z 8 państw.

## Rekordy
| Rekord świata     | 47,58 m | James Duncan  | Nowy Jork (USA) | 12 maja 1912  |
| Rekord olimpijski | 45,21 m | Armas Taipale | Sztokholm (SWE) | 12 lipca 1912 |

## Wyniki

### Kwalifikacje
Do finału awansowało sześciu najlepszych zawodników.
| Miejsce | Zawodnik           | Wynik  | Kwal. |
| ------- | ------------------ | ------ | ----- |
| 1       | Elmer Niklander    | 44,685 | Q     |
| 2       | Armas Taipale      | 44,19  | Q     |
| 3       | Gus Pope           | 42,13  | Q     |
| 4       | Kenneth Bartlett   | 40,875 | Q     |
| 5       | Oscar Zallhagen    | 40,16  | Q     |
| 6       | Allan Eriksson     | 39,41  | Q     |
| 7       | Valther Jensen     | 38,23  |       |
| 8       | Ville Pörhölä      | 38,19  |       |
| 9       | Aurelio Lenzi      | 37,75  |       |
| 10      | Kenneth L. Wilson  | 37,58  |       |
| 11      | André Tison        | 37,35  |       |
| 12      | Jonni Myyrä        | 37,00  |       |
| 13      | František Hoplíček | 36,75  |       |
| 14      | Émile Ecuyer       | 36,10  |       |
| 15      | Daniel Pierre      | 35,53  |       |
| 16      | Arthur Delaender   | 32,00  |       |
| AC      | Hans Granfelt      |        |       |

### Finał
| Miejsce | Zawodnik         | Wynik  |
| ------- | ---------------- | ------ |
| 1       | Elmer Niklander  | 44.685 |
| 2       | Armas Taipale    | 44.19  |
| 3       | Gus Pope         | 42.13  |
| 4       | Oscar Zallhagen  | 41.07  |
| 5       | Kenneth Bartlett | 40.875 |
| 6       | Allan Eriksson   | 39.41  |